# أولاف بيورنستاد
أولاف بيورنستاد (بالنرويجية البوكمول: Olav Bjørnstad)‏ هو موجه قوارب ‏ نرويجي، ولد في 16 ديسمبر 1882 في كريستيانية في النرويج، وتوفي في 13 يونيو 1963 في أوسلو في النرويج.

## وصلات خارجية
- أولاف بيورنستاد على موقع الاتحاد الدولي للتجديف (الإنجليزية)
- أولاف بيورنستاد على موقع اللجنة الأولمبية الدولية (الإنجليزية)
- أولاف بيورنستاد على موقع أوليمبيديا (الإنجليزية)